# 波捷列巴
50°25′23″N 26°44′9″E / 50.42306°N 26.73583°E

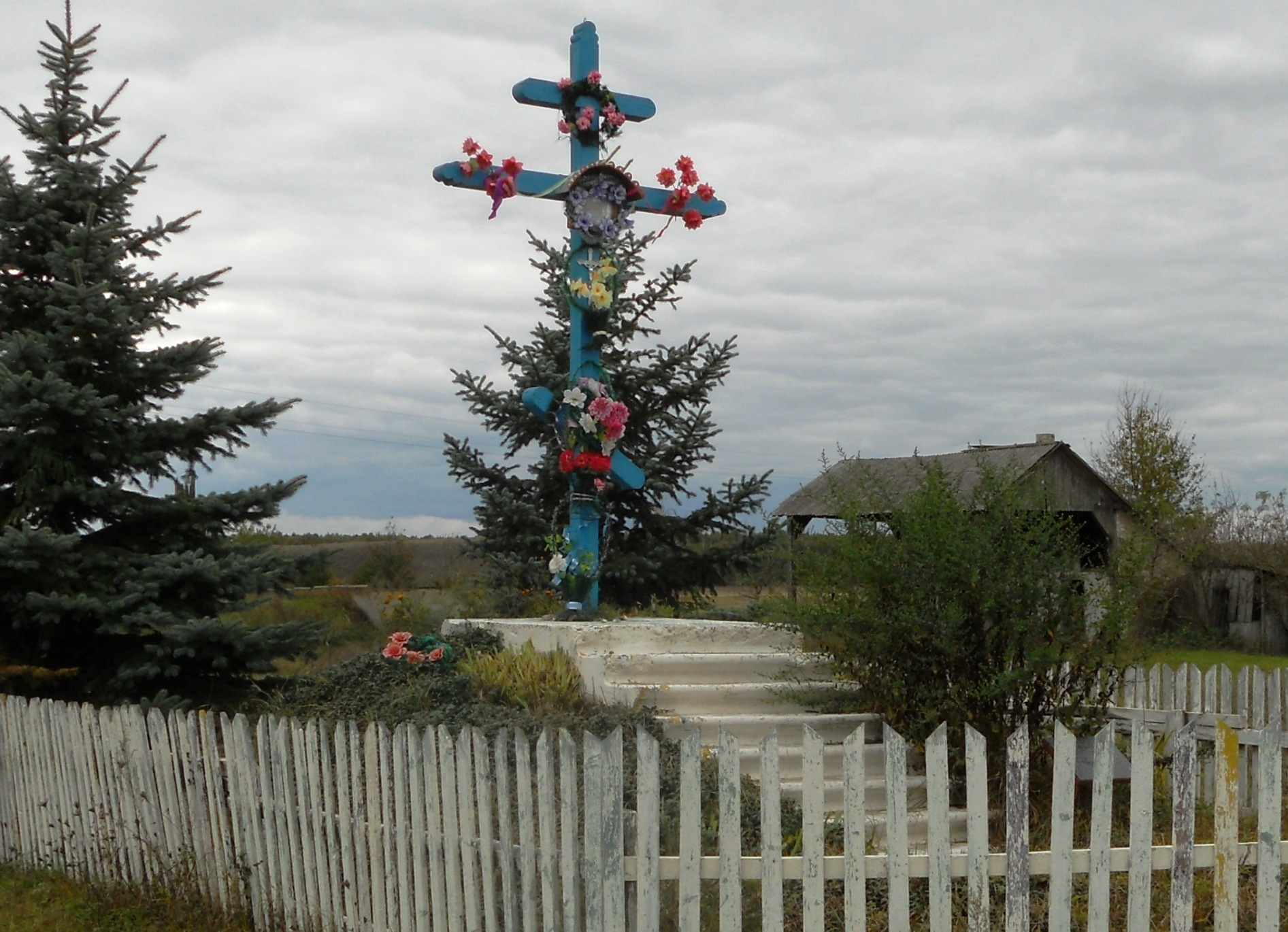

波捷列巴（烏克蘭語：Потереба），是烏克蘭西部的村莊，隸屬赫梅利尼茨基州的舍佩蒂夫卡區。該村面積0.56平方公里，海拔高度250米，2001年人口111，人口密度每平方公里198.2人。